# انتاریو (ویسکانسین)
انتاریو (به انگلیسی: Ontario) یک منطقهٔ مسکونی در ایالات متحده آمریکا است که در شهرستان ورنن، ویسکانسین واقع شده‌است. انتاریو ۲٫۶۲ کیلومتر مربع مساحت و ۵۵۴ نفر جمعیت دارد و ۲۸۰ متر بالاتر از سطح دریا واقع شده‌است.